# Senatus consultum Silanianum
Senatus consultum Silanianum foi um Senatus consultum do ano 10 estabelecido pelo cônsul desse ano, C. Junio Silânio. O decreto estabelecia que em caso do assassinato de um senhor, todos os escravos que viviam com eles deviam ser torturados e depois mortos. Essa medida pretendia assim reprimir os frequentes assassinatos de senhores.